# Georges van der Poële
Georges van der Poële (datas desconhecidas) foi um ginete belga.
Georges van der Poële representou seu país nos Jogos Olímpicos de 1900, na qual conquistou a medalha de prata nos saltos individual e bronze no salto em altura.